# Кешною
Кешною (рум. Cheșnoiu) — село у повіті Прахова в Румунії. Входить до складу комуни Кокорештій-Колц.
Село розташоване на відстані 47 км на північ від Бухареста, 16 км на південний захід від Плоєшті, 93 км на південь від Брашова.

## Населення
За даними перепису населення 2002 року у селі проживали 238 осіб, усі — румуни. Усі жителі села рідною мовою назвали румунську.